# Die drei Musketiere (1933)
Die drei Musketiere (Originaltitel: The Three Musketeers) ist ein US-amerikanisches Serial von Armand Schaeffer und Colbert Clark aus dem Jahr 1933 mit John Wayne in der Hauptrolle. Das Serial entstand frei nach Motiven des Romans Die drei Musketiere von Alexandre Dumas von 1844. In der Verfilmung wurden die Musketiere zu Soldaten der Fremdenlegion, aus D’Artagnan wurde Lt. Tom Wayne, ein Pilot beim US-Militär.

## Handlung
In den Wüsten Nordafrikas: Lt. Tom Wayne wird der Mord an Armand Corday, dem Bruder seiner Verlobten, angehängt. Er schwört, den wahren Mörder, einen mysteriösen arabischen Terroristen, der nur als El Shaitan bekannt ist, zu fassen. Dabei trifft er auf drei aufmüpfige Legionäre: Clancy, ein Ire, der immer für einen Kampf zu haben ist, Renard, ein gerissener Franzose und Schmidt, ein Deutscher, der Würste liebt. Sie sind die überlebenden Mitglieder einer Einheit der Fremdenlegion, die bei einem Angriff ausgelöscht wurde.
El Shaitan, der den Spitznamen „Teufel der Wüste“ trägt, bleibt eine schattenhafte Gestalt, die ihr Gesicht und ihre wahre Identität verbirgt, weshalb viele Menschen fälschlicherweise verdächtigt werden, der Sektenführer zu sein, während andere Figuren sich für ihre eigenen Zwecke für ihn ausgeben. An einem Treffpunkt namens „The Devil's Circle“ befehligt El Shaitan einen fanatischen Wüstenkult, einen Geheimbund, der sich zum Kampf gegen die französischen Behörden formiert hat.
Als Clancy, Renard und Schmidt von einer Horde Berberstämme in eine Falle gelockt werden, kann Lt. Wayne den Angriff mit Hilfe des Maschinengewehrs an seinem Flugzeug schnell beenden. Die drei Legionäre befinden sich in ständiger Gefahr, doch Wayne kommt ihnen immer wieder zu Hilfe und agiert wie ein moderner D’Artagnan. Schließlich siegt das Trio mit Hilfe seines neuen Freundes über seine Widersacher.

## Rezeption und Veröffentlichung
Wie viele andere Serials wurde Die drei Musketiere bei seiner Wiederveröffentlichung zu einer Spielfilmversion umgeschnitten. Im Jahr 1946 bearbeitete die Favorite Films Corporation die Serie zu einem 60-minütigen Spielfilm mit dem Titel Desert Command. Die Kapitel-Bildschirmtitel wurden entfernt, um einen kontinuierlichen Fluss zu schaffen.